# الدين بين السائل والمجيب (كتاب)
الدين بين السائل والمجيب، كتاب من مجلدان من تأليف الميرزا حسن الحائري الإحقاقي المتوفى عام 1421 هـ. يضم الكتاب مجموعة من الأسئلة التي طرحت على الميرزا حسن الإحقاقي وإجاباته عليها في الندوة الأسبوعية التي كانت تعقد في جامع الصحاف في الكويت بعد الصلاة في كل ليلة جمعة منذ عام 1394هـ.
صدر عن مكتبة الإمام الصادق العامة – الكويت – الطبعة الثانية 1412هـ - 1992م بيروت - لبنان.